# Буковец (Софийска област)
Вижте пояснителната страница за други значения на Буковец.
Буковец е село в Западна България. То се намира в Община Своге, Софийска област.

## География
Село Буковец се намира в подножието на връх Чукава в Стара планина на 45 километра северно от София.

## Религии
Население на селото е изцяло християнско, от самото начало на създаването му през ранното средновековие.

## Културни и природни забележителности
- В близост се намира Осеновлашкият манастир „Света Богородица“, известен като „Седемте престола“, който според легенда е свързан с основаването на селото, както и на съседните села Осеновлаг, Огоя, Оградище, Лесковдол, Желен и Лакатник.

## Редовни събития
- Всяка година на Петровден се организира събор.
- Всяка година в деня на свети Пантелеймон, в местността Свети Панталей се прави курбан от жители на село Буковец и на село Огоя.

## Личности
- Рашо Тодоров – от състава на „Желязната Софийска дивизия“. Загинал през Балканската война в боевете срещу турците при „Кайк Табия“  Архив на оригинала от 2008-02-01 в Wayback Machine..